# Comté de Beauce
Pour les articles homonymes, voir Beauce.
Le comté de Beauce était un comté municipal du Québec ayant existé entre 1855 et le début des années 1980. Le territoire qu'il couvrait fait aujourd'hui partie principalement de la région de Chaudière-Appalaches mais comprend une petite partie en Estrie, et est réparti entre les MRC de Beauce-Sartigan, La Nouvelle-Beauce, Beauce-Centre et Le Granit. Son chef-lieu était Beauceville.
Le comté a été amputé d'une partie de son territoire en 1912 lors de la création du comté de Frontenac.

## Municipalités situées dans le comté

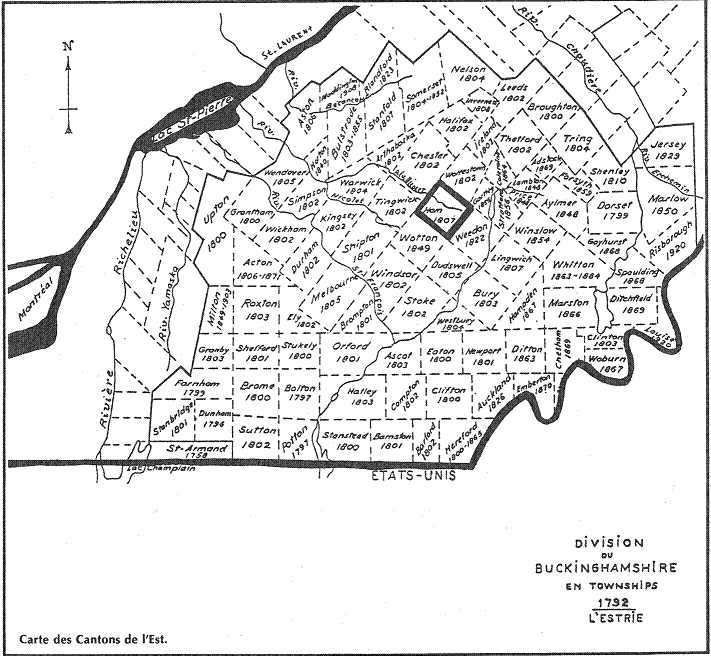
Carte des cantons de l'est, incluant ceux qui ont formé une partie du comté de Beauce

### A) Municipalités qui sont restées dans le comté de Beauce en 1912
- Aubert-Gallion (fusionné avec Saint-Georges, Saint-Georges-Est paroisse et Saint-Jean-de-la-Lande en 2001 pour former la nouvelle ville de Saint-Georges[3])
- Beauceville (détaché de Saint-François-de-Beauce en 1904[4])
- Beauceville-Est (détaché de Saint-François-de-Beauce en 1930, fusionné à Beauceville en 1973)
- Lac-Poulin
- Linière (détaché de Saint-Côme-de-Kennebec en 1912; refusionné avec celui-ci pour former Saint-Côme–Linière en 1994[5])
- Notre-Dame-des-Pins (détaché de Saint-François-de-Beauce en 1926, appelé Notre-Dame-de-la-Providence jusqu'en 1978[6])
- Sacré-Cœur-de-Jésus
- Saint-Alfred (détaché de Saint-Victor-de-Tring, de Saint-François-Ouest et de Saint-Benoît-Labre en 1950[7])
- Saint-Benoît-Labre (détaché de Saint-François-de-Beauce, d'Aubert-Gallion et de Saint-Victor-de-Tring en 1895[8])
- Saint-François-de-Beauce (fusionné à Beauceville en 1998[9])
- Saint-Côme-de-Kennebec (fusionné avec Linière pour former Saint-Côme–Linière en 1994[5])
- Saint-Elzéar (la municipalité du village de Saint-Elzéar s'est détachée de la paroisse en 1955, et les deux ont été réunies en 1994[10])
- Saint-Éphrem-de-Beauce (appelé Saint-Éphrem-de-Tring jusqu'en 1956; la municipalité du village de Saint-Ephrem-de-Tring s'est détachée de la paroisse en 1897, et les deux ont été réunies en 1997[11])
- Sainte-Marie (la municipalité de village, puis de ville, s'est détachée de la paroisse en 1913 et les deux ont été réunies en 1978[12])
- Saint-François-Ouest (détaché de Saint-François-de-Beauce en 1933, fusionné à Beauceville en 1998)
- Saint-Frédéric
- Saint-Georges (détaché d'Aubert-Gallion en 1907, fusionné avec Saint-Georges-Ouest en 1990, la ville résultante étant elle-même fusionnée avec Aubert-Gallion, Saint-Georges-Est paroisse et Saint-Jean-de-la-Lande en 2001 pour former la nouvelle ville de Saint-Georges[13])
- Saint-Georges-Est (paroisse) (détaché d'Aubert-Gallion en 1947, fusionnée avec Aubert-Gallion, Saint-Georges et Saint-Jean-de-la-Lande en 2001 pour former la nouvelle ville de Saint-Georges[14])
- Saint-Georges-Ouest (détaché d'Aubert-Gallion en 1943, fusionné avec Saint-Georges en 1990[13])
- Saint-Honoré (détaché de la municipalité du canton de Shenley en 1954[15]; refusionné avec celle-ci en 2000 pour former Saint-Honoré-de-Shenley)
- Saint-Jean-de-la-Lande (détaché d'Aubert-Gallion, de Saint-Martin, de Saint-Benoît-Labre et du canton de Shenley en 1933, fusionné à Saint-Georges en 2001[16])
- Saint-Joseph-de-Beauce (fusionnée en 1999 avec la municipalité de paroisse dont elle s'était séparée en 1889[17])
- Saint-Joseph-des-Érables (détachée de Saint-Joseph-de-Beauce en 1938[17])
- Saint-Jules (détachée de Saint-Joseph-de-Beauce, Saint-François, Saint-Frédéric, Sacré-Cœur-de-Jésus et Saint-Victor en 1919[18])
- Saint-Martin
- Saint-Philibert (détachée de Saint-Côme, Saint-Georges et Saint-Prosper en 1919[19])
- Saint-Pierre-de-Broughton (en partie, l'autre partie étant située dans le comté de Mégantic[2])
- Saint-René (détaché d'Aubert-Gallion, de Saint-Martin et de Saint-Côme-de-Kennebec en 1944[20])
- Saints-Anges
- Saint-Séverin
- Saint-Simon-les-Mines (détachée de Saint-François-de-Beauce, Saint-Benjamin, de Notre-Dame-de-la-Providence et de Saint-Georges-Est en 1950[21])
- Saint-Théophile (créée en 1975 par la fusion de la municipalité de paroisse de Saint-Théophile-de-la-Beauce, établie en 1894 dans le canton de Jersey, et le village de Saint-Théophile qui s'en était détaché en 1957[22])
- Saint-Victor (la municipalité du village de Saint-Victor s'est détachée de la municipalité de paroisse de Saint-Victor-de-Tring en 1922, et les deux ont été réunies en 1996[23])
- Shenley (municipalité de canton) (détachée d'Aubert-Gallion et de la municipalité de canton de Forsyth en 1863; fusionnée avec la municipalité de Saint-Honoré en 2000 pour former Saint-Honoré-de-Shenley[24])
- Tring-Jonction
- Vallée-Jonction (appelé L'Enfant-Jésus jusqu'en 1949; il existait aussi la municipalité de paroisse de l'Enfant-Jésus, qui fut fusionnée à Vallée-Jonction en 1989[25])

### B) Municipalités qui sont passées dans le comté de Frontenac en 1912
- Audet (appelé Saint-Hubert-de-Spaulding jusqu'en 1959[26])
- Courcelles
- Lac-Drolet (appelé Saint-Samuel-de-Gayhurst jusqu'en 1968[27])
- Lac-Mégantic
- Lambton
- Saint-Évariste-de-Forsyth
- Saint-Gédéon-de-Beauce
- Saint-Hilaire-de-Dorset
- Saint-Ludger
- Saint-Méthode-de-Frontenac (appelé Saint-Méthode d'Adstock jusqu'en 1945, fusionné dans Adstock en 2001[28])
- Saint-Robert-Bellarmin
- Saint-Sébastien

## Formation
Le comté de Beauce a été formé en partie de seigneuries situées dans la vallée de la rivière Chaudière, et en partie de cantons situés plus à l'intérieur des terres ou au sud des seigneuries. Les seigneuries étaient celles de:
- La Gorgendière, dite de Saint-Joseph[29]
- Sainte-Marie
- Saint-François de Beauce
- Aubert-Gayon
- Aubin de l'Isle

Les cantons étaient ceux de Tring, Jersey, Linière et Broughton. Les cantons suivants faisaient originellement partie du comté mais ont été cédés au comté de Frontenac lors de sa création en 1912: Price, Lambton, Adstock, Aylmer, Forsyth, Woburn, Dorset, Gayhurst, Spaulding, Ditchfield, Louise et Risborough. Shenley et Marlow ont été partagés entre les deux comtés.